# Szerokopas
Szerokopas – wieś na ziemi chełmińskiej w Polsce położona w województwie kujawsko-pomorskim, w powiecie toruńskim, w gminie Chełmża.

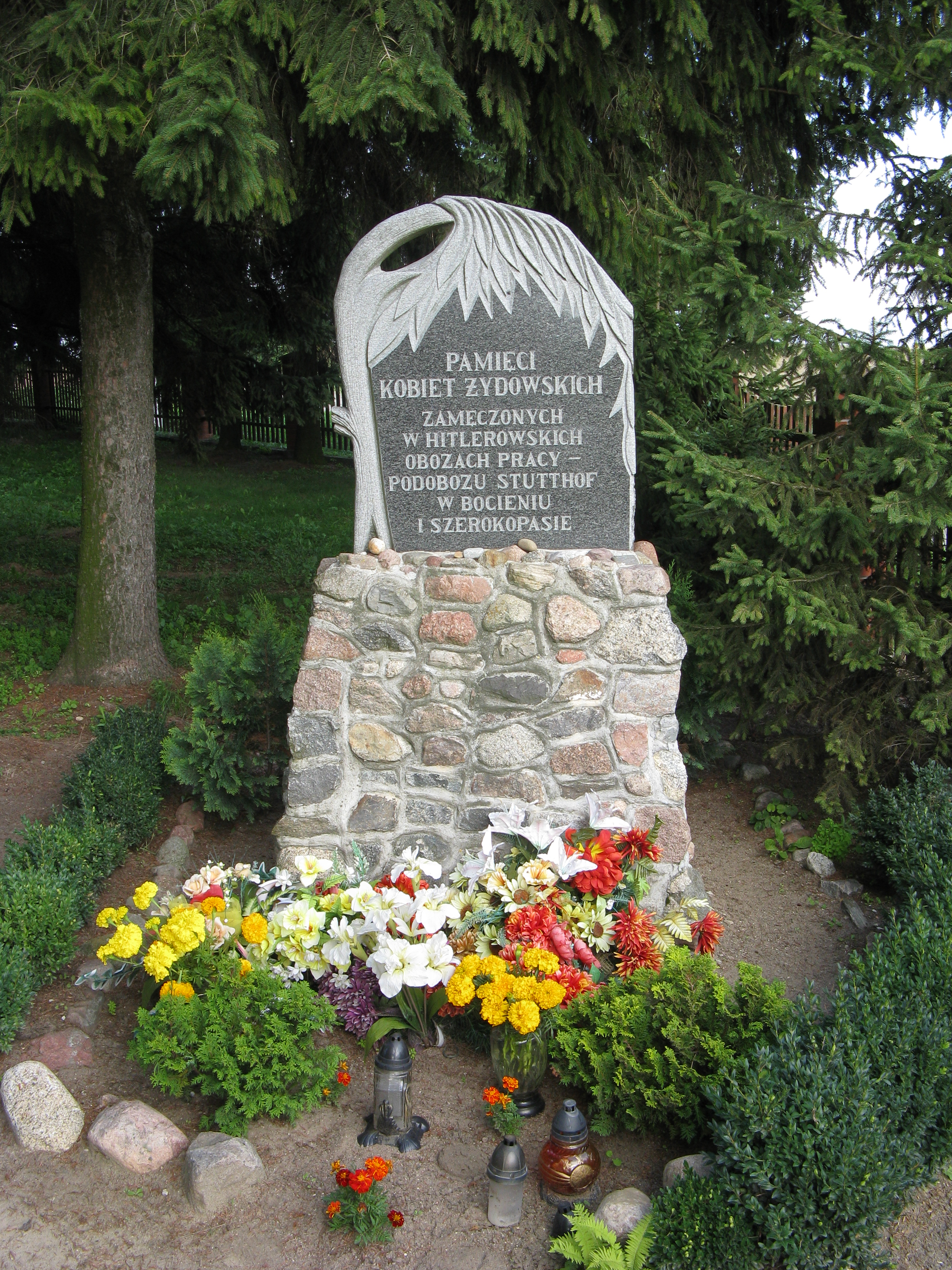
Pomnik na cmentarzu w Dźwierznie

W latach 1975–1998 miejscowość administracyjnie należała do województwa toruńskiego. Według Narodowego Spisu Powszechnego (III 2011 r.) liczyła 104 mieszkańców. Jest 24. co do wielkości miejscowością gminy Chełmża.

## Filia obozu Stutthof (KL) w Szerokopasie
Około 5 tysięcy Żydówek do okolic Chełmży przyjechało latem 1944 r. w trzech transportach z KL Stutthof, gdzie trafiły głównie z Auschwitz-Birkenau, ale też z Litwy, Łotwy i Estonii. W ramach podobozu Baukommando Weichsel (Organisation Todt, Thorn) kobiety wykonywały prymitywne prace np. kopały rowy przeciwczołgowe. Mieszkały w zatłoczonych stodołach, owczarniach, przy majątkach, m.in. w Bocieniu, Szerokopasie, Grodnie; w tragicznych warunkach, o czym świadczą zachowane meldunki, jakie płynęły do KL Stutthof. Na cmentarzu w Dźwierznie znajduje się zbiorowa mogiła i pomnik Pamięci kobiet żydowskich zamęczonych w hitlerowskich obozach pracy - podobozu Stutthof w Bocieniu i Szerokopasie.